# Viola filicaulis
Viola filicaulis är en violväxtart som beskrevs av Joseph Dalton Hooker. Viola filicaulis ingår i släktet violer, och familjen violväxter. Inga underarter finns listade i Catalogue of Life.